# Ehrenfried Rudolph
Ehrenfried Rudolph (ur. 14 sierpnia 1935 w Krefeld) – niemiecki kolarz torowy i szosowy reprezentujący RFN, pięciokrotny medalista torowych mistrzostw świata.

## Kariera
Pierwszy sukces w karierze Ehrenfried Rudolph osiągnął w 1957 roku, kiedy został mistrzem kraju w wyścigu tandemów. Pięć lat później wystartował na torowych mistrzostwach świata w Mediolanie, gdzie wspólnie z Berndem Rohrem, Klausem Mayem i Lotharem Claesgesem zdobył złoty medal w drużynowym wyścigu na dochodzenie. W 1966 roku wystąpił na mistrzostwach świata we Frankfurcie, zdobywając srebrny medal w wyścigu ze startu zatrzymanego zawodowców, ulegając jedynie Belgowi Romainowi De Loofowi. W konkurencji ten Niemiec zdobył jeszcze trzy medale: brązowe na mistrzostwach świata w Rzymie w 1968 roku oraz na rozgrywanych rok później mistrzostwach w Antwerpii, a podczas mistrzostw świata w Leicesterze w 1970 roku był najlepszy. Wielokrotnie zdobywał medale torowych mistrzostw kraju, ale nigdy nie wystąpił na igrzyskach olimpijskich. Startował także w wyścigach szosowych, ale bez większych sukcesów.